# Hans Hensen
Hans Hensen (* 18. Juni 1786 in Bünge; † 20. November 1846 in Schleswig) war ein Vorsteher der königlichen Taubstummenanstalt Schleswig, Etatsrat und Professor.

## Leben und Wirken als Pädagoge
Hans Hensen war ein Sohn des Hufners und Müllers Martin Hensen (* 1748 in Bünge; † 25. Juni 1803 ebenda) und dessen Ehefrau Margarethe, geborene Clasen, verwitwete Lassen (* 21. April 1745 in Dörpstedt; † 28. Juli 1808 in Bünge). Er hatte sechs ältere Geschwister und lebte bis zum 15. Lebensjahr auf dem Hof seines Vaters, den dieser als ererbter Bauernvogt bewirtschaftete. Durch die Position des Vaters hatte die Familie eine herausgehobene Position im Dorf.
Ab 1801 besuchte Hensen die Domschule Schleswig und begann am 25. April 1806 ein Studium der Rechte an der Universität Kiel. 1809 bestand er das Amtsexamen mit zweitem Charakter und „sehr rühmlicher Auszeichnung“. Während des Studiums machte Hensen Bekanntschaft mit seinem späteren Schwiegervater Georg Wilhelm Pfingsten. Dieser nahm sich tauber Menschen an, die überwiegend Kinder waren, und brachte ihnen Rechnen, Schreiben und Lautsprache bei, was seinerzeit absolut ungewöhnlich war. Pfingstens Lehreinrichtung in Kiel wuchs derart schnell, dass ihn das Lehrpensum überforderte. Hensen interessierte sich gleichzeitig sehr für die Arbeit mit „Taubstummen“ und erhielt daher direkt nach seinem Examen im Herbst 1809 eine Lehrstelle an der Taubstummenlehranstalt, deren zweiter Lehrer er somit war.
Im Frühjahr 1810 zog das Institut aufgrund nicht vorhandener Erweiterungsmöglichkeiten nach Schleswig. Am 17. Juni 1811 heiratete Hensen in Schleswig-Friedrichsberg Pfingstens Tochter Agnete Catharine Wilhelmine (* 13. März 1790 in Lübeck; † 27. November 1827 in Schleswig), mit der er fünf Söhne und zwei Töchter hatte. Aufgrund finanzieller Probleme bat Hensen kurz nach der Hochzeit, zum Advokaten bestallt zu werden, was jedoch als nicht vereinbar mit seinen beruflichen Geschäften galt. Stattdessen übernahm er 1811 die Position des adjungierten Vorstehers der Bildungseinrichtung.
Ab 1813 beteiligte sich Hensen zunehmend an Publikationen und offiziellen Berichten der Taubstummenanstalt. Alle amtlichen Schreiben führen ihn und Pfingsten als gleichberechtigte Adressaten. In den Folgejahren übernahm Hensen immer größere Teile Amtsgeschäfte und des Unterrichts. Am 20. Dezember 1825 ging Pfingsten im Alter von 80 Jahren in Pension. Am 3. Juni 1826 wurde Hensen königlich zum wirklichen und alleinigen Vorsteher des Taubstummen-Instituts bestallt. Er betreute zu dieser Zeit 79 Schüler, beschäftigte einen weiteren Lehrer, zwei Lehrgehilfen, einen Schönschreib- und Zeichenmeister sowie eine Repetitrice.
Während Hensens Zeit als Leiter des Taubstummen-Instituts stiegen die Schülerzahlen sehr langsam: 1825 lernten dort 83, 1845 dann 90 Personen. Somit sorgte er nach einer Phase der nahezu hektischen Erweiterung der Einrichtung, stets am Rande dessen, was das Institut noch leisten konnte, für eine Phase der Stabilität. Dazu gehörten die Konsolidierungen von Gebäuden, der Einnahmen, aber auch der Pädagogik und methodischen Didaktik.
Nach dem Tod der ersten Ehefrau heiratete Hensen am 16. Februar 1827 in Schleswig-Friedrichsberg Henriette Caroline Amalie Suadicani (* 8. Juli 1804 in Schleswig; 22. April 1862 ebenda). Das Ehepaar bekam fünf Töchter und zwei Söhne, darunter den späteren Physiologen und Meeresbiologen Victor Hensen.

## Pädagogisches Konzept
Zwischen 1812 und 1820 publizierte Hensen umfangreich zum Umgang mit Taubstummen. Er erarbeitete zunächst Unterrichtskurse, die später sechs Abteilungen umfassten und gedruckt erschienen. Hinzu kamen eine vollständige Sprachkunde und eine darauf basierende, den Taubstummenunterricht behandelnde Sachkunde. Darüber hinaus schrieb er Texte für taube Schüler, erstellte wissenschaftliche Aufsätze und berichtete über seine Erfahrungen in der Bildungsanstalt. Aufgrund zunehmenden Arbeitsanfalls wegen seiner Lehr- und Verwaltungstätigkeiten publizierte er danach deutlich weniger.
Hensen legte Wert darauf, seinen Schülern Lebenspraxis durch Arbeit im Haushalt und Handwerk nahezubringen. 1818 eröffnete er daher eine Druckerei mit einer Verlagsbuchhandlung, die auf eigenes Risiko wirtschaftete. Hinzu kamen später eine Weberei, eine Spinnerei, eine Tischlerei, eine Drechslerei sowie weitere Werkstätten und Kleinbetriebe, die Gewinne erwirtschafteten. So konnten viele ehemalige Schüler den eigenen Lebensunterhalt sichern.
Hensen legte als Institutsleiter die seinerseits bevorzugten Unterrichtsinhalte und Methoden schriftlich fest. Sein Vorgänger Pfingsten hatte am Institut den Taubstummenunterricht eingeführt und dabei die Lautsprache nicht in den Mittelpunkt des Unterrichts gestellt. Hensen reduzierte den Anteil der Lautsprache weiter und lehrte stattdessen zunehmend Schriftsprache, Pantomime und das Fingeralphabet. Unterricht in Lautsprache ließ er nur den fähigeren Schülern in einem Umfang von maximal vier Wochenstunden erteilen. Mit diesem Konzept wich er offensichtlich von seinen Theorien ab, die er 1820 publiziert hatte. In seinen Schriften hatte er noch die Meinung geäußert, dass die Lehrer primär das Sprechen lehren sollten. Durch die Konzentration auf Schriftsprache, Pantomime und das Fingeralphabet konnten die Schüler zwar mehr oder weniger schnell untereinander kommunizieren, hatten jedoch keine optimalen Kommunikationsmöglichkeiten außerhalb des Instituts. Die erlernte Lebenspraxis kompensierte diesen Nachteil jedoch.

## Sonstiges Engagement
Neben der Arbeit in der Taubstummenlehranstalt gründete Hensen 1816 in Schleswig die Friedrichsberger Spar- und Leihkasse mit und verantwortete bis Lebensende als einer von drei Administratoren deren Kasse. Von 1830 bis zu seinem Tod beteiligte er sich im königlichen Direktorium der Schleswiger Irrenanstalt. Dabei setzte er sich dafür ein, gewinnbringende Werkstätten einzurichten und weitere Fabrikationen zu schaffen.
Hensen engagierte sich auch für unverschuldet notleidende Personen. Er verwaltete und vermehrte einige zum Teil große Stiftungen, die das Taubstummen-Institut bekommen hatte und bemühte sich, die Mittel möglichst wirksam einzusetzen. Er schuf eine Kasse für Witwen unter den am Institut beschäftigten Personen sowie weitere Unterstützungskassen, darunter eine für die Irrenanstalt.
Von 1836 bis 1844 gehörte Hensen der Schleswigschen Ständeversammlung an. Er nahm politisch eine Position zwischen den gemäßigten Liberalen, denen er näher stand, und der Regierungspartei ein. Er arbeitete aktiv politisch mit und war derart angesehen, dass die Versammlung geschlossen seine Beerdigung besuchte.

## Ehrungen
Am 26. Juni 1821 wurde Hensen zum Dannebrogsmann ernannt. Am 31. Juli 1816 folgte die Ernennung zum Ritter des Dannebrogordens. Außerdem bekam er einen Professorentitel verliehen.